# 1691

## Esdeveniments
Països Catalans
- Tres actes de fe a Mallorca, celebrats entre el març i juliol, pels quals 63 descendents de jueus conversos foren condemnats per la inquisició. 45 foren relaxats, dels quals 37 efectivament ajusticiats, i d'ells 3 cremats vius. Fou el moment culminant dels processos que donaren peu al fenomen xueta.[1]

Resta del món

## Naixements
Països Catalans
Resta del món

## Necrològiques
Països Catalans
- 6 de maig - Palma, Mallorca: Caterina Tarongí, jueva cremada viva per la inquisició (n. 1646).
- 31 de juliol - Sogorb: Crisóstomo Royo de Castellví, bisbe de Sogorb.
- 11 de desembre - Barcelona: Antoni Pau Centena, religiós nord-català establert a Barcelona.

Resta del món
- 13 de gener - Londres, Anglaterra: George Fox, místic britànic.[2]
- 30 de desembre - Londres, Anglaterra: Robert Boyle, químic anglès.

- Nicolaes van Verendael, pintor barroc flamenc especialitzat en la pintura de natures mortes i garlandes